# Mar Morto
Il Mar Morto (in arabo البحر الميت‎?; in ebraico ים המלח‎?, Yam ha-Melah, letteralmente "Mare del Sale") è un lago salato situato nel Vicino Oriente tra Israele, la Giordania e la Cisgiordania nel deserto della Giudea, parte della regione della Palestina: è il bacino idrografico più basso tra i più salati al mondo e per tale motivo è chiamato anche Mar Salato.
Si trova nella depressione più profonda della Terra, generatasi nei millenni per effetto dell'evaporazione delle sue acque non compensate da quelle degli immissari, che è anche causa della sua alta salinità: attualmente il livello dell'acqua del bacino superiore (settentrionale) è a circa 430 m sotto il livello del mare ed il divario continua ad aumentare, dato che il livello continua a scendere, ponendo anche il problema della sua scomparsa nel medio-lungo termine.

## Etimologia e toponomastica
Chiamato anticamente in epoca ellenistica lago Asfaltide, ovvero lago dell'asfalto (per la densità delle sue acque e per i fenomeni di distacco di tale materiale dai suoi fondali), la Bibbia, nel Pentateuco, lo cita invece come Mar Salato o mare del Deserto e, in altre parti, come mare dell'Araba, mare [o lago] della Pianura, lago Salso, lago Orientale. Tra viaggiatori e cartografi arabi del Medioevo, grazie ai testi di Edrisi (detto anche "Nubese") e Abulfeda, era diffusa anche la denominazione di Bahr el Muntinah e cioè, mare Pestilenziale (o Fetente), Bahr-Lut (mare [o lago] di Lot), mare di Sodoma, mare [o lago] di Zoar e, dai turchi ottomani öldü Deniz, cioè mar Morto.

## Descrizione
Situato a circa 394 metri al di sotto del Mar Mediterraneo, il Mar Morto è un lago salato che ha come immissari le acque del fiume Giordano, del fiume Wadi Mujib e di altri corsi d'acqua di minore importanza, senza avere però alcun emissario, risultando dunque un bacino endoreico. È suddiviso in due distinti bacini, quello superiore di profondità elevate e quello inferiore, il quale non ha mai superato i 2 metri di profondità massima. Quest'ultimo è oggi quasi prosciugato, mantenuto in vita solamente da un canale scavato appositamente attraverso lo spartiacque (oltreché sporadicamente alimentato dallo uadi Araba).

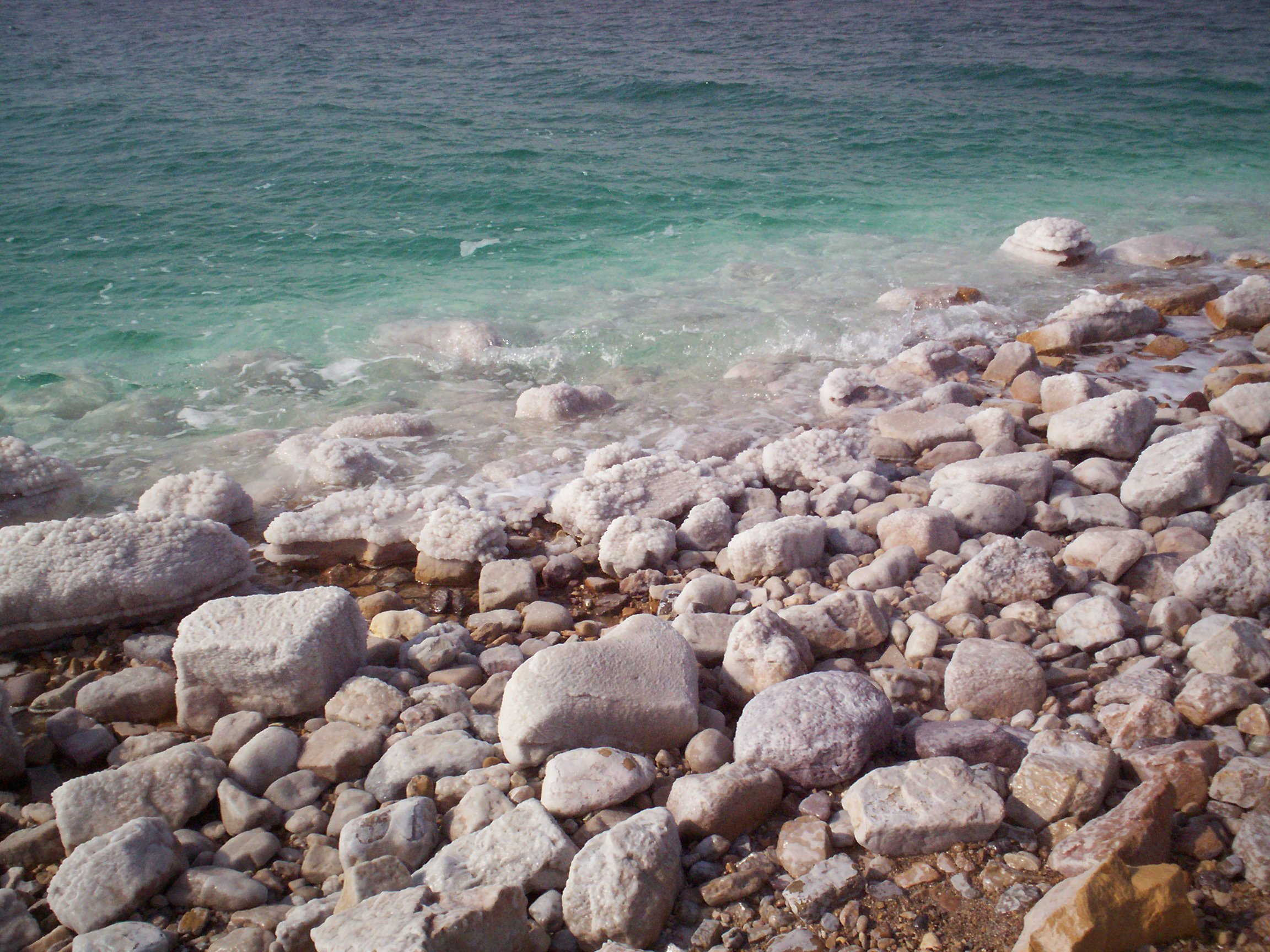
Le evidenti concrezioni saline sulle rive del mar Morto

La sua caratteristica principale è che l'acqua è notevolmente salata, a causa della forte evaporazione e questo non consente forme di vita fatta eccezione per alcuni tipi di batteri, da cui deriva il nome Mar Morto. Al 2002 il suo gradiente di salinità medio (del 23%) superava di dieci volte quello medio degli Oceani. La sua salinità aumenta con la profondità: la superficie è la parte meno salata, diluita dalle acque del Giordano che trovano difficoltà a scendere negli strati più bassi più densi: scendendo a 40 m di profondità, la salinità diventa di 300 g per ogni chilogrammo di acqua, circa 8 volte quella degli oceani (la cui salinità media è pari a circa 38 g per chilogrammo d'acqua); verso i 100 m di profondità la salinità aumenta a 332 g per ogni chilogrammo di acqua, saturandosi: il sale precipita e si accumula sul fondo del lago. In generale con densità di 1,24 kg/l a causa dell'elevata salinità, permette a chiunque di galleggiare senza sforzo e d'altronde rende difficile la pratica del nuoto, in quanto si emerge troppo dall'acqua.
Le sue acque erano conosciute fin dai tempi dei Romani e sono sfruttate ancora oggi, per le loro qualità curative, soprattutto per le malattie della pelle. Il basso livello di raggi UV e l'alto tasso di ossigeno sono ottimi per la salute, così come l'alta concentrazione di minerali, tra cui il calcio e il magnesio, che sono utili rimedi contro le allergie e le infezioni delle vie respiratorie, il bromo che facilita il rilassamento, lo iodio che ha effetti benefici sulle disfunzioni ghiandolari e il fango per la cura della pelle. Le sue acque vengono attualmente usate per la produzione di cloruro di potassio da società sia israeliane che giordane; vengono anche estratti bromo e magnesio, di cui il lago, come detto prima, è ricco: l'estrazione viene fatta partendo dalle saline, addirittura visibili dallo spazio, situate nell'estremità sud del Mar Morto.

### Teorie sulla formazione
Le origini del mar Morto sono tuttora oggetto di dibattito. Tuttavia la teoria più accreditata sostiene che il lago si sia formato circa 3,7 milioni di anni fa. Si ritiene che al tempo, la valle del fiume Giordano, fosse soggetta ad inondazioni ripetute del Mar di Levante: ciò portò alla formazione di una laguna chiamata Laguna di Sedoom. Circa 2 milioni di anni più tardi, un sollevamento tettonico portò progressivamente all'orogenesi dell'odierna catena dei monti della Giudea, isolando così la laguna dal resto del mare e dando vita al preistorico lago di Lisan. Le successive attività tettoniche e periodi glaciali fecero sì che il lago fosse soggetto a periodiche espansioni e ritiri delle acque. Infine, circa 70.000 anni fa, il volume del lago si stabilizzò e, a causa del clima desertico, cominciò una graduale evaporazione che portò il Lisan a trasformarsi negli odierni Lago di Tiberiade (il suo emissario) ed il Mar Morto.

### L'Abisso
L'Abisso è il punto più profondo e meno luminoso del Mar Morto, con una profondità mediamente di 400 metri ed una quota di 794 metri al di sotto del livello del mare. Nel 1800, è stata calcolata una profondità compresa fra i 1.308 e i 1.688 piedi. Sulle rive non distanti dall'Abisso, sarebbero sorte un tempo le città leggendarie di Sodoma e Gomorra. Ancora nel Seicento, dopo la rivoluzione copernicana, l'Abisso aveva un significato spirituale, contrapposto alla levatura spirituale di Maria Vergine, esaltata da Dio al di sopra di ogni ente creato per la scelta di essere la Sua umile «Ancella».

### Pericolo di scomparsa

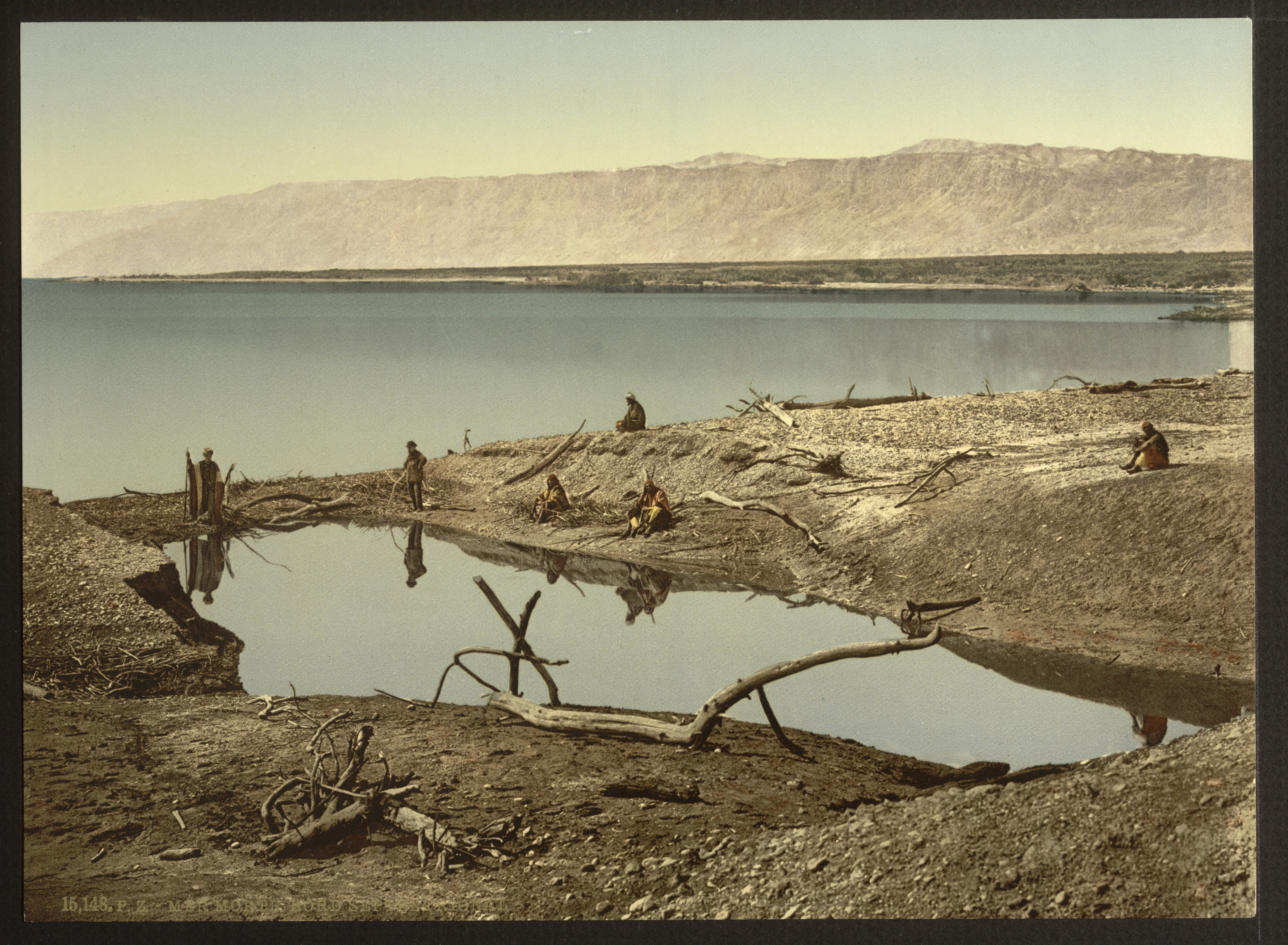
Il Mar Morto tra il 1890 e il 1900

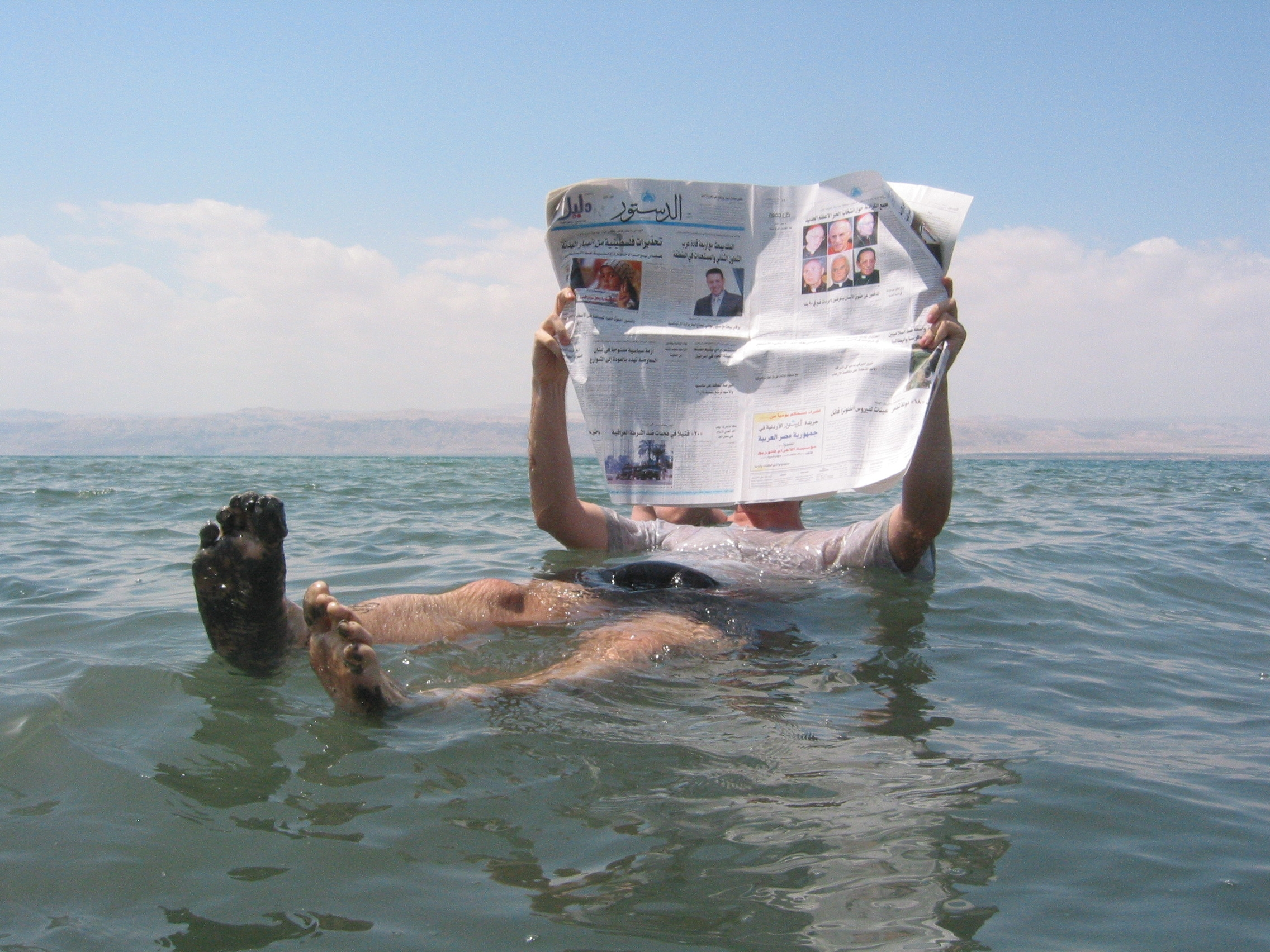
Un turista sulla sponda giordana dà una dimostrazione degli effetti dell'elevata salinità

Secondo Alon Tal, perdurando la situazione attuale di scompenso tra evaporazione e acqua immessa, il Mar Morto è destinato, pian piano, a scomparire. Infatti, essendo esso il punto più basso della superficie terrestre, è anche uno tra i più caldi. La conseguente evaporazione non è compensata dall'afflusso delle acque del Giordano e degli altri più aridi corsi d'acqua: a partire dalla metà del secolo scorso, quando gli agricoltori israeliani e giordani iniziarono a utilizzare le acque dei fiumi, soprattutto del Giordano, per uso agricolo, la portata del Giordano si è ridotta al 10% della portata naturale. Inoltre le industrie giordane e israeliane del carbonato di potassio, che si trovano nella regione meridionale del Mar Morto, esasperano la discesa del livello del lago, che si è già abbassato di 30 metri circa.
Sono state studiate diverse soluzioni per rialzare il livello del lago e, nonostante l'opposizione degli ambientalisti, nel 2006 la Banca Mondiale ha effettuato uno stanziamento equivalente a 15 milioni di dollari per lo studio di fattibilità di un collegamento con il mar Rosso, battezzato "Condotto della Pace", che incanalerebbe l'acqua ad Aqaba e la porterebbe per circa 170-200 chilometri alle sponde meridionali del mar Morto, con una grande possibilità di produzione di energia elettrica (idroelettrica), sfruttando il dislivello tra il Mar Rosso ed il Mar Morto, fornendo energia, tra l'altro, ad un impianto di desalinizzazione che fornirebbe l'acqua dolce ad Amman, con un costo previsto di circa 4,5 miliardi di euro.